# Sabor de Samba Int. Festival Offenburg
Das Sabor de Samba Int. Festival Offenburg war ein Weltmusik-Festival mit Schwerpunkt im Bereich Lateinamerikanische Musik und Tanz, das jährlich von 2002 bis 2008 im Juli in Offenburg (Baden-Württemberg) stattfand. In jedem Jahr besuchten weit über 10.000 Besucher das Festivalgelände in der Innenstadt von Offenburg. 

## Künstler
An bekannten Künstlern traten u. a. auf:
- Chico César
- Vocal Sampling
- Septeto Santiaguero
- Neguinho da Beija Flor
- Siba e a Fuloresta do Samba
- DJ Dolores & Aparelhagem
- Izaline Calister
- Funk’n Lata
- Bonga,
- Olodum
- Costo Rico
- Celia Marauva
- Berimbrown
- Desorden Público